# Diethelm Ferner
Diethelm Ferner (Prochladnoje, 13 luglio 1941 – 7 novembre 2023) è stato un allenatore di calcio e calciatore tedesco, di ruolo centrocampista.

## Palmarès

### Giocatore

#### Competizioni nazionali
- Campionato tedesco: 1

Werder Brema: 1964-1965

### Allenatore

#### Competizioni nazionali
- Campionato cipriota: 2

Apollon Limassol: 1990-1991, 1993-1994
- Coppa di Cipro: 1

Apollon Limassol: 1991-1992

#### Competizioni internazionali
- CAF Champions League: 1

Zamalek: 1996
- Supercoppa CAF: 1

Zamalek: 1997
- Coppa dei Campioni afro-asiatica: 1

Zamalek: 1997